# Andrea Sbrana
Andrea Sbrana (fl. XX secolo) è stato un calciatore italiano, di ruolo portiere.

## Carriera
Proveniente dal Pisa, Sbrana venne acquistato dalla Fiorentina nel 1926-1927, la prima stagione della squadra gigliata; alternandosi a Serravalli, disputò in stagione 10 presenze, partecipando alla prima partita della storia della Fiorentina, l'amichevole non ufficiale persa per 2-0 contro Signa. Venne ceduto alla Lazio dopo una sola stagione.